# クロラニル酸
クロラニル酸（chloranilic acid）は化学式がC6H2Cl2O4で表される有機化合物。